# Omethoaat
Omethoaat (ISO-naam) is een organofosforverbinding die gebruikt wordt als insecticide en acaricide in de land- en tuinbouw op fruit, groenten en sierplanten. De merknaam is Folimat. Omethoaat en het vergelijkbare dimethoaat werden door American Cyanamid in de jaren '50 van de 20e eeuw op de markt gebracht. Omethoaat is een metaboliet van dimethoaat in planten.

## Regelgeving
Omethoaat is niet meer toegelaten in de Europese Unie. De stof kan echter nog in producten voorkomen omdat het een plantmetaboliet is van dimethoaat, dat wel toegelaten is. Omethoaat wordt in een aantal andere landen wel gebruikt en residuen van de stof kunnen ook aanwezig zijn in producten die uit die landen worden ingevoerd.

## Toxicologie en veiligheid
Omethoaat is een giftige stof, die effecten kan hebben op het zenuwstelsel. Zoals vele organofosforverbindingen is het een cholinesteraseremmer. Omethoaat is giftiger dan dimethoaat: de acute toxiciteit is ongeveer 6 maal groter, de chronische toxiciteit ongeveer driemaal. Omethoaat is de meest toxische metaboliet van dimethoaat.
Omethoaat is zeer toxisch voor ongewervelde waterdieren en is ook giftig voor vogels en bijen.